# شهرک شهید علی چعب
شهرک شهید علی کعب ، روستایی از توابع بخش مرکزی شهرستان اهواز در استان خوزستان ایران است.

## جمعیت
این روستا در دهستان الهایی قرار دارد و براساس سرشماری مرکز آمار ایران در سال ۱۳۹۵، جمعیت آن ۴۸۶ نفر (۷۸خانوار) بوده‌است.